# Pink Cream 69
Pink Cream 69 fue una banda alemana de Heavy Metal fundada en Karlsruhe, Alemania por Andi Deris, Dennis Ward, Kosta Zafiriou y Alfred Koffler.

## Historia
La banda comenzó su carrera en el año 1987 con Andi Deris como cantante. Después de ganar el festival de nuevos grupos de Metal Hammer en Ludwigsburg, firmaron con Sony Music y en 1989 editaron su álbum debut Pink Cream 69, una placa de 13 temas. Ese mismo año realizaron una gira como teloneros de White Lion.
En 1991 la banda gira por primera vez en Estados Unidos. Con One size fits all de 1991, su segundo álbum, entraron en listas en Alemania, Suiza y Japón. Una placa compuesta por 11 temas. Este nuevo trabajo lo presentaron por Europa y Japón en lo que fue su primera gira como cabezas de cartel. Lo siguiente fue una gira de tres meses con Europe por 14 países.
Su tercer álbum Games people play de 1993 sería preámbulo para otra gira alemana pero en 1994 Andi Deris deja la banda para unirse a Helloween. Deris es reemplazado por el cantante británico David Readman, con el que grabarían Change, el cuarto álbum, en Los Ángeles, junto al productor Shay Baby. Un disco criticado por las comparaciones con Deris, si bien después Readman empezaba a gestar la química posterior. Al año siguiente realizan otra gira con Thunderhead, y para entonces Readman ya está perfectamente integrado y aceptado por la prensa y el público.
Después de seis años dejan a Sony Music y su quinto álbum Food for thought de 1997 vio la luz editado por High Gain Records. Con David en las voces, el cambio comienza a notarse, y se aprecia una inclinación hacia un power metal melódico, que les daría un sello distintivo. En otoño apareció #Live#, su primer álbum en directo. Un año más tarde en 1998 aparece Electrified. Se consideró un álbum más fuerte, y si bien tuvo buena crítica, Sonic dynamite en el año 2000 mostró la evolución de la banda.
Un año más tarde el 2001 lanzan Endangered y Thunderdome en el 2004 para luego paralizar la banda debido a proyectos personales, como el del bajista Dennis Ward que se abocó a la producción en Brasil de un DVD de Angra y el del baterista Kosta Zafirou para ser el tour manager de la gira "Helloween-Worldtour". Frontiers Records editó el 10 de octubre de 2005 el álbum de Place Vendome, un trabajo de casi la banda completa, con la presencia en la voz de Michael Kiske (ex Helloween). En una pequeña e irónica jugada del destino, Kiske se vio a sí mismo trabajando con miembros de Pink Cream 69, cuando el cantante original de la banda fuera Andi Deris, quien ocupó su lugar en Helloween cuando él se fue. También Frontiers Records editó el 5 de diciembre de 2005 el segundo disco de la banda Khymera, A new promise y Ward no solo estuvo en el bajo, sino que se puso al frente de las voces. Además la misma discográfica editó el primer disco solista de David Readman llamado III y está acompañado por Andre Andersen (teclista de Royal Hunt) y Paul Laine (exvocalista de Danger Danger).
En el año 2007, Frontiers Records presenta In10sity, el décimo disco de la banda, marcando así 20 años de carrera para esta banda originaria de Karlsruhe. Fue a partir de este disco que el guitarrista Uwe Reitenauer se presentó como miembro oficial de la banda. En el año 2009, como parte de su más reciente tour, se desprende el disco en vivo "Live in Karlsruhe" y el DVD "Past and Present". Aun cuando la banda no ha alcanzado un éxito comercial lo suficientemente grande, es considerada una de las bandas de hard rock más representativas de Alemania en la actualidad.
En 2013, seis años después del aclamado por la crítica "In10sity", la banda alemana entrega su nuevo álbum "Ceremonial". Después de una exitosa gira alemana con Helloween y Stratovarius, "Ceremonial" es segundo trabajo bajo el sello italiano Frontiers Records y el primer álbum con su nuevo baterista Chris Schmidt.
Este trabajo fue grabado parcialmente en los estudios Hofa y mezclado en el estudio privado "El TrakShak" propiedad de su bajista Dennis Ward, la banda realmente hizo lo mejor de si. "Las canciones tienen que estar 100% listas y, si es necesario, nos vamos a tomar todo el tiempo del mundo", declaró Dennis Ward. "Esto nos da la posibilidad de experimentar y lograr el mejor resultado posible".
Y, en efecto. El explosivo, tema energético de apertura "Land Of Confusion", el rock contemporáneo "Wasted Years", el biográfico "I Came To Rock" a los 90 años fuertemente influenciados por "Find Your Soul" o la conmovedora "Passage" son nuevos diamantes, brillantes en una discografía llena de temas destacados.
"Hay varios proyectos que he participado en los últimos años", dice el cantante David Readman. "Pero el trabajo en "Ceremonial" se siente como volver a casa. Un verdadero alivio." Nada más que decir.
En 2017 llegó "Headstrong", lo último de los alemanes y marca el treinta aniversario de la banda. Según palabras del propio Dennis Ward, Headstrong es en cierto modo una vuelta al pasado, al sonido primitivo de los primeros discos del grupo, publicados a finales de los años 80 y principios de los 90. 
Las primeras ediciones de este disco viene acompañado de un CD extra, con 9 temas grabados en vivo en Ludwigsburg (Alemania) en 2013.
La producción como siempre, perfecta y muy sobria a cargo de Dennis Ward.
En 2023, Alfred Koffler decide retirarse del mundo de la música y la banda decide por eso separarse.

## Discografía
- 1989: Pink Cream 69
- 1991: One Size Fits All
- 1993: Games People Play
- 1995: Change
- 1997: Food for Thought
- 1998: Electrified
- 2000: Sonic Dynamite
- 2000: Mixery (EP)
- 2001: Endangered
- 2004: Thunderdome
- 2007: In10sity
- 2013: Ceremonial
- 2017: Headstrong

## Discos en vivo
- 1997: #Live#
- 2009: Live in Karlsruhe

## VHS/DVD
- 1992: Size It Up
- 2009: Past and Present